# 香榭大道 (歌曲)
〈香榭大道〉、又稱〈香榭麗舍〉、〈香榭麗舍大道〉，是美裔法籍流行創作歌手喬·達辛於1969年發行的歌曲，翻唱於1968年英國搖滾樂團傑森·克瑞斯的〈滑鐵盧路〉（英語：Waterloo Road）。

## 詞曲
〈香榭大道〉源於1968年Jason Crest的英語歌〈滑鐵盧路〉，作詞為Michael Antony Deighan與Mike Wilsh；而〈香榭大道〉的法語作詞是皮埃尔·德拉诺、編曲則是Jean Musy。

## 發行與評價
1969年，CBS國際唱片公司以7英寸單曲形式發行〈香榭大道〉一歌、B面歌曲則為〈Le Chemin de papa〉。1969年的 《喬·達辛》錄音室專輯也收錄了這首歌。之後還出現了英語、德語、義大利語、日語翻唱，其中德語、義大利語和日語，是喬·達辛本人翻唱的。
傑森·克瑞斯的〈滑鐵盧路〉並不成功，與此對比，達辛的〈香榭大道〉則在歐洲各國大獲成功：光是在法國就賣出六十萬首、並讓達辛在1969年獲得法國唱片大獎（Académie Charles Cros）的「Grand Prix du Disque」。

## 曲目列表
7" single (CBS 4281)
1. "Les Champs-Élysées" (2:40)
2. "Le Chemin de papa" (2:22)

## 榜單成績
| Chart (1969)                       | Peak position |
| ---------------------------------- | ------------- |
| 比利时瓦隆（Ultratop五十强单曲榜） | 4             |
| France (CIDD)                      | 10            |
| 荷兰（荷蘭四十強單曲榜）           | 11            |
| 荷兰（百强单曲榜）                 | 16            |
| 瑞士（瑞士热门音乐榜）             | 5             |
| 西德（GfK娱乐榜单）                | 31            |

## 其他版本
1969年，斯洛維尼亞（時為南斯拉夫下的）歌手Majda Sepe以〈Šuštarski most〉為名翻唱〈香榭大道〉，隨後斯洛維尼亞龐克樂隊Odprava zelenega zmaja也翻唱Majda Sepe的歌。
美國龐克搖滾樂隊NOFX的1997年專輯《So Long and Thanks for All the Shoes》也翻唱這首歌。
2018年，保罗·博格巴與本傑明·門迪翻唱了〈香榭大道〉，以表達他們對切尔西足球俱乐部兼法國國家足球隊明星尼高路·簡迪的敬意。歌詞前幾句的大要為「他身小、他人好、他把梅西擋到飽」。在2018年國際足協世界盃時，這首翻唱歌開始在法國隊與博格巴球迷間流傳一時。

## 大眾文化
2007年，魏斯·安德森執導的《大吉嶺特快車》電影片尾音樂出現〈香榭大道〉。
2016年，CJ第一制糖的電視廣告《Petitzel Eclair》使用了該歌旋律。作詞為I.O.I。
NBCSN在2018年報道環法自行車賽時，播放了〈香榭大道〉的副歌。該歌還出現黃色的彈跳球。
2021年DC漫畫電視劇《末日巡邏隊》第3季第9集（標題為「Evil Patrol」）中，Riley Shanahan（魔腦）與Jonathan Lipow（瑪拉）演唱了這首歌。
2024年夏季奥林匹克运动会期間，主辦方在法蘭西體育場舉行的比賽間隙，播放了〈香榭大道〉歌詞上有一個黃色的彈跳球。另外，運動會閉幕式也演奏了這首歌。2024年夏季帕拉林匹克運動會，在協和廣場舉行的2024年夏季帕拉林匹克運動會開幕式介紹東道主法國時，也播放了〈香榭大道〉。
2012年，有臺灣網友在PTT上，詢問一首歌詞是「喔～瞎賊力賊～喔～瞎賊力賊～」的歌曲是什麼。其餘網友很快回答是〈香榭大道〉，使得該歌曲在臺灣流傳一時。